# توماس ألفرد سميث
توماس ألفرد سميث (بالإنجليزية: Thomas Alfred Smyth)‏ هو ضابط أيرلندي، ولد في 25 ديسمبر 1832 في مقاطعة كورك في جمهورية أيرلندا، وتوفي في 9 أبريل 1865 في فارمفيل في الولايات المتحدة.